# 2003 MM13
2003 MM13 est un objet transneptunien faisant partie des cubewanos. 

## Caractéristiques
2003 MM13 mesure environ probablement près de 300 km de diamètre, son orbite est mal connue à cause d'un arc d'observation de 66 jours.